# Romeo Tovar Astorga
Romeo Tovar Astorga (ur. 5 marca 1940 w Ciudad Delgado) – salwadorski duchowny rzymskokatolicki, w latach 1999-2016 biskup Santa Ana.

## Życiorys
Święcenia kapłańskie przyjął 25 czerwca 1968. 5 maja 1987 został prekonizowany biskupem Zacatecoluca. Sakrę biskupią otrzymał 25 lipca 1987. 17 grudnia 1996 został mianowany biskupem koadiutorem San Miguel, rządy w diecezji objął 10 kwietnia 1997. 12 maja 1999 został mianowany biskupem Santa Ana. 9 lutego 2016 przeszedł na emeryturę.